# اینیزییاتیو اینداسترالی ایتالین
اینیزییاتیو اینداسترالی ایتالین (انگلیسی: Iniziative Industriali Italiane) یا ۳ آی (انگلیسی: 3I) یک شرکت ایتالیایی سازنده هواپیما است که در سال ۱۹۴۷ توسط عده‌ای از خلبانان با نام مِتِرو در شهر تریستهی ایتالیا شروع به کار کرد. هدف اولیهٔ این گروه بازگشایی فرودگاه تریسته بود که در جنگ جهانی دوم نابود شده بود. این گروه موفق به اخذ مجوز از دولت ایتالیا برای بازسازی فرودگاهی شد که اکنون با نام فرودگاه بین‌المللی تریسته (فرودگاه فریولی ونتزیا جولیا) شناخته می‌شود. این شرکت در ابتدا برخی از انواع هواپیماهای نیروی هوایی آمریکا مانند فیرشیلد را تعمیر می‌کرد و در ادامه چندین گلایدر شامل ام‌اس-۲۱ گابیانو و نمونهٔ دو سرنشینهٔ ام‌اس-۳۰ پاسرو را ساخت. ۳آی در سال ۲۰۰۸ وارد فرایند ورشکستگی شد و طرح هواپیمای ۳آی اسکای ارو به شرکت مایناگی آئروناتیکا فروخته شد.